# Thagria carinata
Thagria carinata är en insektsart som beskrevs av Zhang 1994. Thagria carinata ingår i släktet Thagria och familjen dvärgstritar. Inga underarter finns listade i Catalogue of Life.